# 호국 팔만대장경
"호국 팔만대장경"(護國 八萬大藏經: The Tripitaka Koreana)은 한국에서 제작된 장일호 감독의 1978년 드라마 영화이다. 김희라 등이 주연으로 출연하였고 한갑진 등이 제작에 참여하였다.

## 출연

### 주연
- 김희라
- 정희
- 진봉진
- 박암

### 조연
- 김진규
- 주선태
- 최남현
- 최삼
- 독고성
- 김기주
- 정철
- 최성관
- 백송
- 박광진
- 장훈
- 윤일
- 이정희

## 기타
- 원작자: 장일호
- 제작지휘: 이헌우
- 제작부장: 안정무
- 제작부장: 주종호
- 제작부장: 김영일
- 조명: 이억만
- 음향: 손효신
- 녹음: 김성찬
- 미술: 조경환
- 소품: 우종삼